# أرماندو جيفارا
أرماندو جيفارا (بالإسبانية: Armando Guevara)‏ (مواليد 16 يناير 1955) هو ملاكم فنزويلي، مثّل بلاده في الألعاب الأولمبية الصيفية في دورتي 1976 و1980.

## وصلات خارجية
أرماندو جيفارا على موقع أوليمبيديا (الإنجليزية)